# Elkie Chong
Chong Tingyan (chinois : 莊錠欣), née le 2 novembre 1998, aussi connue sous le nom d'Elkie Chong, est une chanteuse et actrice hongkongaise active en Corée du Sud. Elle était une enfant star ayant apparue dans différents dramas télévisés sur TVB à Hong Kong. Elle débute en tant que nouvelle membre du girl group sud-coréen CLC en février 2016,.

## Carrière

### 2016-présent: Début avec CLC et début solo
En février 2016, Elkie est introduite en tant que l'une des deux nouvelles membres du girl group CLC avec Kwon Eunbin. Elle fait ses débuts coréens officiels le 29 février avec la sortie du troisième mini-album de CLC nommé Refresh, et fait sa première apparition publique avec le groupe lors de l'épisode 463 du M! Countdown de Mnet par le titre High Heels,,.
Elle sort son premier single solo intitulé I dream le 23 novembre 2018,.

## Discographie

### Collaborations
| Année | Titre                    | Artiste(s)                         | Album                   |
| ----- | ------------------------ | ---------------------------------- | ----------------------- |
| 2016  | "After the Play is Over" | Lee Chang-sub, Elkie feat. Minhyuk | After the Play Ends OST |

### Apparitions dans des clips vidéos
| Année | Titre                     | Artiste(s) |
| ----- | ------------------------- | ---------- |
| 2016  | "Pray (I'll Be Your Man)" | BTOB       |

## Filmographie

### Dramas télévisés
| Année | Titre                       |
| ----- | --------------------------- |
| 2009  | Born Rich                   |
| 2011  | My Sister of Eternal Flower |
| 2011  | Ghetto Justice              |
| 2011  | Men with No Shadows         |
| 2011  | Friendly Fire               |
| 2012  | Three Kingdoms RPG          |
| 2012  | Highs and Lows              |
| 2012  | Tiger Cubs                  |
| 2013  | A Change of Heart           |
| 2013  | A Great Way to Care ll      |
| 2013  | Sniper Standoff             |
| 2013  | The Hippocratic Crush ll    |
| 2014  | Storm in a Cocoon           |
| 2014  | Come On, Cousin             |
| 2016  | Love as a Predatory Affair  |